# Josef Nechemja Kornitzer

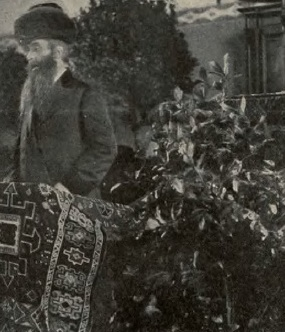
Josef Nechemja Kornitzer (1925)

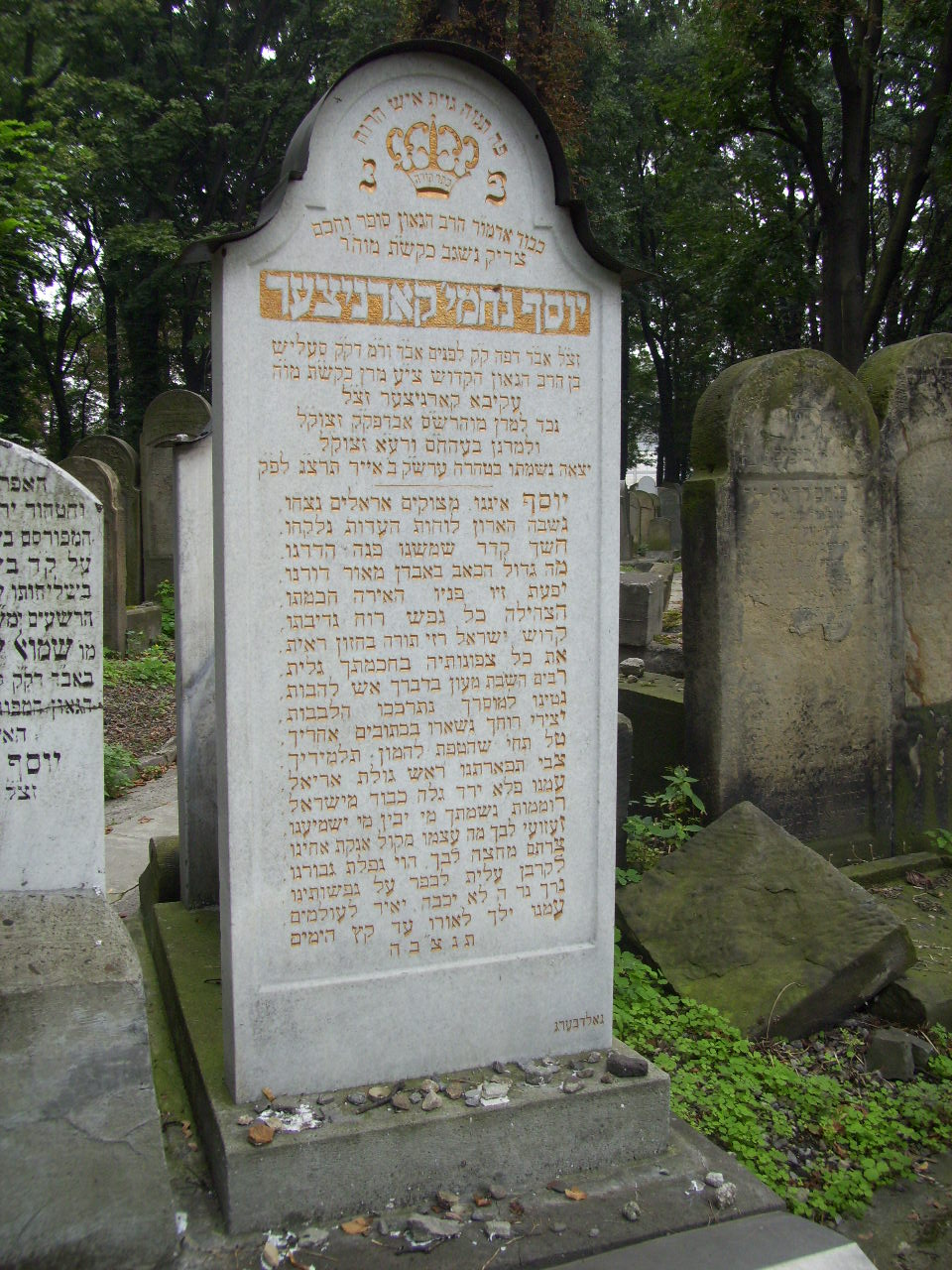
Kornitzers Grabstein auf dem Neuen jüdischen Friedhof in Krakau

Josef Nechemja Kornitzer (hebräisch יוסף נחמיה קורניצר, geboren 12. Dezember 1880 (10. Tevet 5641) in Nagyszőlős (jidd. Söjlesch), Österreich-Ungarn; gestorben 28. April 1933 (2. Ijjar 5693) in Krakau, Republik Polen) war ein ungarisch-polnischer Rabbiner.

## Leben
Josef Nechemja Kornitzer wurde 1880 als Sohn des Rabbiners Akiba Kornitzer geboren. Seine Mutter war Reisel, die Tochter des Simon Schreiber (Sofer) (1820–1883), Oberrabbiner in Krakau. Am Tag seiner Brit Mila verstarb seine Mutter. Seinen Vater verlor er, als er elf Jahre alt war. Daher verlebte er seine Kindheit bei seinem Onkel mütterlicherseits, Schlomo Alexander Sofer-Schreiber. Die religiöse Erziehung erhielt er von 1849 bis 1920 bei Yehuda Greenwald.
1901 heiratete er Breindel, die Tochter des Pinchas Chaim Klein aus Nagyszőlős. Er lehnte die ihm angebotene Rabbinerstelle ab und bevorzugte eine Verwalterstelle bei einer Seifenfabrik. Erst nachdem die Seifenfabrik abgebrannt war, nahm er die Rabbiner-Stelle an. Zudem wurde er 1912 Direktor der Jeschiwa in Nagyszőlős. Nach dem Tode des Schwiegervaters übernahm er dessen Stelle als Rabbiner in Nagyszőlős, das 1918 Teil der Tschechoslowakei wurde.
Im Jahre 1925 zog er nach Krakau und wurde zum Rabbiner Krakaus gewählt. Diese Position bekleidete er acht Jahre lang bis zu seinem Tod im Jahre 1933.
Der 1905 geborene Sohn Schmuel Schmelka Kornitzer (auch Samuel Szmelkes Kornitzer) wurde ebenfalls Rabbiner in Krakau. Ein Schwiegersohn war Schabtai Frankel, der andere Schwiegersohn Menachem Zvi Eisenstadt. Dieser war Gemeinderatsmitglied der Stadt Krakau und flüchtete im Zweiten Weltkrieg in die USA, wo er eine Jeschiwa gründete.
Kornitzer starb in Krakau nach langer Krankheit. Er wurde auf dem Neuen jüdischen Friedhof (Nowy cmentarz żydowski w Krakowie) in Krakau beigesetzt. Auf seinem Grabstein befinden sich Inschriften auf der Vorder- und Rückseite.

## Schriften (Auswahl)
- „חידושי רבי יוסף נחמיה“ (hebr.: Die Entdeckungen des Rabbi Josef Nechemja)
- „תורת רבי יוסף נחמיה“ (hebr.: Tora des Rabbi Josef Nechemja)
- „דרשות רבי יוסף נחמיה“ (hebr.: Draschot des Rabbi Josef Nechemja)